# Metopius contractus
Metopius contractus là một loài tò vò trong họ Ichneumonidae.